# NGC 2558
NGC 2558 est une vaste galaxie spirale intermédiaire située dans la constellation du Cancer. NGC 2558 a été découverte par l'astronome germano-britannique William Herschel en 1787.

## Caractéristiques
Sa vitesse par rapport au fond diffus cosmologique est de 5 215 ± 17 km/s, ce qui correspond à une distance de Hubble de 76,9 ± 5,4 Mpc (∼251 millions d'al).
À ce jour, cinq mesures non basées sur le décalage vers le rouge (redshift) donnent une distance de 82,020 ± 18,336 Mpc (∼268 millions d'al), ce qui est à l'intérieur des valeurs de la distance de Hubble. Notons cependant que c'est avec la valeur moyenne des mesures indépendantes, lorsqu'elles existent, que la base de données NASA/IPAC calcule le diamètre d'une galaxie et qu'en conséquence le diamètre de NGC 2558 pourrait être d'environ 50,4 kpc (∼164 000 al) si on utilisait la distance de Hubble pour le calculer.
La classification comme galaxie spirale intermédiaire par la base de données NASA/IPAC semble mieux correspondre à la photographie prise par l'étude SDSS que la classification donnée par le professeur Seligman et par Steinicke.
La classe de luminosité de NGC 2558 est I-II et elle présente une large raie HI. Selon la base de données Simbad, NGC 2558 est une galaxie LINER, c'est-à-dire une galaxie dont le noyau présente un spectre d'émission caractérisé par de larges raies d'atomes faiblement ionisés.

## Groupe de NGC 2563
La galaxie NGC 2558 fait partie du groupe de NGC 2563. En plus de NGC 2556 et de NGC 2563, ce groupe de galaxies renferme au moins 12 autres galaxies dont NGC 2556, NGC 2557, NGC 2560, NGC 2562, NGC 2563 et NGC 2569.